# Ginnastica ai Giochi della XXX Olimpiade - Trampolino maschile
La competizione del trampolino maschile (ginnastica) dei giochi olimpici di Londra 2012 si è svolta il 3 agosto 2012 presso la The O2 Arena.

## Programma
| Data                  | Ora   | Turno  |
| --------------------- | ----- | ------ |
| Venerdì 3 agosto 2012 | 14:00 | Finale |

## Qualifiche
| Pos. | Ginnasta          | Obbligatorio | Personale | Penalità | Totale  | Note |
| ---- | ----------------- | ------------ | --------- | -------- | ------- | ---- |
| 1    | Dong Dong         | Cina         | 51.160    | 61.735   | 112.895 | Q    |
| 2    | Dmitry Ushakov    | Russia       | 50.705    | 61.900   | 112.605 | Q    |
| 3    | Lu Chunlong       | Cina         | 51.064    | 61.235   | 112.299 | Q    |
| 4    | Masaki Ito        | Giappone     | 49.990    | 59.820   | 109.810 | Q    |
| 5    | Yasuhiro Ueyama   | Giappone     | 49.554    | 60.255   | 109.809 | Q    |
| 6    | Jason Burnett     | Canada       | 49.670    | 59.395   | 109.065 | Q    |
| 7    | Grégoire Pennes   | Francia      | 49.770    | 57.769   | 107.539 | Q    |
| 8    | Nikita Fedorenko  | Russia       | 49.865    | 57.205   | 107.070 | Q    |
| 9    | Henrik Stehlik    | Germania     | 48.435    | 57.630   | 106.065 |      |
| 10   | Peter Jensen      | Danimarca    | 48.915    | 55.780   | 104.695 |      |
| 11   | Flavio Cannone    | Italia       | 47.450    | 56.720   | 104.170 |      |
| 12   | Viachaslau Modzel | Bielorussia  | 47.700    | 56.180   | 103.880 |      |
| 13   | Blake Gaudry      | Australia    | 49.260    | 34.995   | 84.255  |      |
| 14   | Yuriy Nikitin     | Ucraina      | 48.935    | 30.165   | 79.070  |      |
| 15   | Diogo Ganchinho   | Portogallo   | 48.800    | 12.640   | 61.440  |      |
| 16   | Steven Gluckstein | Stati Uniti  | 48.855    | 12.165   | 61.020  |      |

## Finale
| Pos.    | Atleta           | Nazione  | Difficoltà | Esecuzione | Volo   | Totale |
| ------- | ---------------- | -------- | ---------- | ---------- | ------ | ------ |
| Oro     | Dong Dong        | Cina     | 17.800     | 27.100     | 18.090 | 62.990 |
| Argento | Dmitry Ushakov   | Russia   | 17.100     | 26.524     | 18.145 | 61.769 |
| Bronzo  | Lu Chunlong      | Cina     | 17.100     | 25.849     | 18.370 | 61.319 |
| 4       | Masaki Ito       | Giappone | 16.600     | 26.300     | 17.995 | 60.895 |
| 5       | Yasuhiro Ueyama  | Giappone | 16.600     | 25.875     | 17.765 | 60.240 |
| 6       | Nikita Fedorenko | Russia   | 17.300     | 23.900     | 17.905 | 59.105 |
| 7       | Grégoire Pennes  | Francia  | 17.100     | 24.500     | 17.205 | 58.805 |
| 8       | Jason Burnett    | Canada   | 2.200      | 2.600      | 1.915  | 6.715  |